# Битка на крокусово поле
Битката на крокусово поле (Битка на шафранено поле) се състои в южна Тесалия и е в рамките на третата свещена война, в хода на която за пръв път в историята на общогръцките дела в Елада се намесва Древна Македония.

## Предистория
В края на V век пр. Хр. започва борба за власт между тираните на Фере и свободните тесалийски градове на север, обединени около управляващия Лариса аристократично-олигархически клан на Алевадите. Последните се обръщат за военна помощ към набиращия мощ цар на Македония Александър II. В 358 г. пр.н.е. Александър Ферейски е убит от синовете на Язон Ферейски – Тисифон и Ликофрон II, които завземат властта във Фере и продължават политиката на баща си за покоряване на свободните тесалийски градове.
През 354 г. пр. Хр.  Филип II Македонски е повикан на помощ от тирана на Фере, Ликофрон Ферейски – срещу силите на Филомел, брат на Ономарх. Способният фокидски пълководец, начело на 20-хилядна армия разбива в две поредни сражения македонската армия и Тесалия минава под контрола на Фокида, формирайки всеобщото разбиране до днес за обхвата на Антична Тесалия.
В отговор и на това, Филип II Македонски събира нова армия и през 353 г. пр. Хр.  следва нов поход в хода на който е превзет пристанищния магнезийски порт Пагас (където е построен Арго). В помощ на Пагас е изпратена атинската флота начело с Харес. В Пагас е поставен македонски гарнизон, а фалангата се отправя в бърз ход за Фтиотида, за да предотврати съединяването на фокидската армия със съюзнически подкрепления, които са на път от юг през Термопилите. Фокидските войски са тотално разбити в битката на шафранното поле, като в сражението загива и Ономарх.

## Битката
Силите са равни, но Филип II има шесткратно превъзходство в конницата – срещу 3000 македонски конници се изправят едва 500 фтиоти. От друга страна Ономарх, въодушевен от предишните две победи срещу македоните, надценява възможностите си и не изчаква подкрепленията на съюзниците си, а приема битката от неблагоприятна позиция – опираща в морето. От брега поема лично командването на десния фтиотийски фланг, а левия поверява на брат си Фаил. Филип II идеално се възползва от преимуществото си в конница на терена, атакувайки левия фтиотийски фланг, обръщайки го в бягство, след което македонската конница се спуска странично към десния фтиотийски фланг. Фтиотите са обърнати в бягство, като на бойното поле остават труповете на 6 хил. техни войни, а останалите са спасени във водата от атинската флотилия, появила се на помощ в Малиакския залив. 
Според сведенията на Марк Юниан Юстин, македонският цар в хода на решителната битка в свещената война се представял идеологически за наместник на Аполон в Елада и наредил на войните си да се окичат преди битката с лаврови клонки. Освен това, пленените 3 хил. фтиотийски войни били изхвърлени в морето като каузални светотатци, а трупът на Ономарх бил подложен назидателно на разпятие. 

## Последствия
След битката остатъците от разбитите фтиоти под предводителството на Фаил са обърнати в бягство към Термопилите, които са заети от армиите на Древна Атина и Спарта. Фере капитулира, а неговите тирани Ликофрон и Питолай предават града на Филип II Македонски срещу правото на свободен излаз. Предвид появата на атински и спартански войски на Термопилите, македонският цар решава на момента че е ненужно да продължава с битките, изчаквайки удобния момент да постави цяла Елада под македонска хегемония, което се и случва посредством формирания сетне коринтски съюз. 
След по-малко от десетилетие – до 344 г. пр. Хр. Антична Тесалия, до Термопилите, преминава под пряк македонски контрол, след което бащата на Александър Велики организира военен поход срещу Одриското царство (влизайки в династичен съюз с Молоското царство в Античен Епир). 